# 黃麴霉
黃麴黴或稱黃麴菌、黃麴黴菌，是真菌界子囊菌门散囊菌纲散囊菌目曲霉科曲霉属黄曲组的一種腐生真菌。在自然環境中，它是一種常見的黴菌，在儲存的榖類中會造成儲存的問題。它也是一種植物、动物和人類的病原。约有15%的人类曲霉病由黄曲霉引起，有時候也會引起角膜、耳與鼻眼框的感染。許多菌種會產生足量的黃麴毒素，這是一種有致癌性且有劇烈毒性的化合物。黃麴黴的孢子是一種過敏原。黃麴黴菌有時候也會造成蠶孵卵所的損害。
黄曲霉广义种（A. flavus sensu lato）包括黄曲霉、黄毒曲霉和微核曲霉。

## 性状
黃麴黴菌在25−37℃培養时生长迅速, 产生大量黄绿色分生孢。“黃麴黴菌”的中文名稱也是來自於外觀的顏色。通常会产生深棕色至黑色菌核, 能产生黄曲霉毒素B和圆弧偶氮酸, 少数还产生黄曲霉毒素G。黃麴黴菌的許多菌種在紫外光照射下會呈現出一種綠色的螢光，這個與黃麴毒素生產的程度有所相關。
黃麴黴适应能力很强，10−48℃下都可生长。一般在热带和高温干旱地区高产毒类群更多, 而在温带和较湿润的地区无毒类群占优势。

## 分类
1989年研究者将在美国发现的一些产毒能力强的黄曲霉小核菌株称为S型菌株，而将产大核的正常菌株称为L型菌株。其中S型菌株又分为2种类型，只产生黄曲霉毒素B和圆弧偶氮酸, 不产生黄曲霉毒素G应属于黄曲霉种；另一种能产生黄曲霉毒素B、圆弧偶氮酸、黄曲霉毒素G和parasiticolides的则认为可能是一个隐存种。之后进一步的研究将能产生黄曲霉毒素B、圆弧偶氮酸、黄曲霉毒素G的小核菌株定为一个新种微核曲霉(A. minisclerotigenes)。
1993年在泰国发现的一些黄曲霉菌种被认为是黄曲霉小核变种(A.flavus var. parvisclerotigenus Mich. Saito and Tsuruta)，2005年在尼日利亚也发现了该类菌种，研究认为黄曲霉小核变种应该是独立种，并命名为小核曲霉(A. parvisclerotigenus (Mich. Saito and Tsuruta) Frisvad and Samson)，但因为选定的模式菌株不是泰国的模式菌株，该名称被否认。2019年的研究则认为黄曲霉小核变种只不过是黄曲霉菌一些产小核的特殊菌株而已，而来自尼日利亚的菌株是一个新种，黄毒曲霉(A. aflatoxiformans Frisvad, Ezekiel, Samson & Houbraken)。
东亚地区用于食品酿造的米麹菌,最初被认为是黄曲霉的近缘种,后来认为应该是黄曲霉的驯化类群，只是它的变种。目前认为米麹菌属于黄曲霉一个群的亚群，并保留其种的分类地位。

## 對人類造成的疾病
黃麴黴菌是造成麴菌症第二常見的病媒，僅次於薰煙麴菌。黃麴黴菌會入侵肺或是腦的動脈，因而造成梗塞（Infarction）。嗜中性白血球減少症（Neutropenia）目前也被認定為是麴菌屬的傳染病。
黃麴黴菌也產生毒素（黃麴毒素），而該毒素則是肝細胞癌（hepatocellular carcinoma）的其中一種病源媒介。

## 霉害
黃麴黴菌特別普遍存在於各種存放得不夠乾燥通風/真空的五穀雜糧(過期麵粉、麵包、稻米...)、堅果(榛子、核桃、杏仁...)、玉米、花生或黃豆之中，造成的霉害如同水損的（water damage）地毯一樣。並且，黃麴黴菌是其中幾種會產生知名的黃麴毒素的黴菌之一，而黄曲霉毒素B則可能會導致急性肝炎（acute hepatitis）、免疫抑制（immunosuppression）與肝細胞癌。在哺乳动物体内会被羟基化分泌到乳汁当中。在一些病毒性肝炎高度流行的國家會缺乏對於這種真菌的任何屏障方式，也會高度增加肝細胞腫瘤的風險。
黃麴毒素難以使用高溫去除，必須高達280度Ｃ的溫度下才會被破壞，因此防治黃麴毒素的方式，便是直接先防止黃麴黴菌的生長。其最宜生長的溫度一般而言介於攝氏28至38度之間，水分含量超過15％或相對濕度在80％以上的環境，因此絕不可將堅果產品放於高溫潮濕的地方，儲存空間一定要乾爽乾燥，減少黴菌賴以生長的水份，達到抑制黴菌的生長。

## 相关标准
- LS/T 6143-2023 粮油检验 谷物中黄曲霉毒素B1的测定 时间分辨荧光免疫层析定量法

本文件规定了时间分辨荧光免疫层析定量法测定谷物中黄曲霉毒素B1的原理、试剂及材料、仪器及设备、样品制备、样品测定、结果表述和精密度。本文件适用于谷物中黄曲霉毒素B1的快速检测。